# Жан-Батист Био
Жан-Батист Био (на френски: Jean-Baptiste Biot; 21 април 1774 – 3 февруари 1862) е френски физик, астроном и математик, избран за академик на 4 академии.
Един от първите учени, използвали поляризацията на светлината, за да изследват химични разтвори. Изследва връзката между електрическия ток и магнетизма, както и оптичните свойства на слюдата, поради което на него е наречен минералът биотит.
Избран за:
- член на Френската академия на науките (1800)
- член на френската Академия за надписи и художествена проза (1841)
- член на Френската академия (1856)
- чуждестранен член на Лондонското кралско дружество за развитие на знанията за природата (1815)